# Milano-Torino 1983
La Milano-Torino 1983, sessantanovesima edizione della corsa, si svolse il 5 marzo 1983 su un percorso di 226 km complessivi. Fu vinta dall'italiano Francesco Moser, giunto al traguardo con il tempo di 5h31'23" alla media di 40,557 km/h.

## Ordine d'arrivo (Top 10)
| Pos. | Corridore           | Squadra               | Tempo    |
| ---- | ------------------- | --------------------- | -------- |
| 1    | Francesco Moser     | Gis Gelati-Campagnolo | 5h31'23" |
| 2    | Silvestro Milani    | Malvor-Bottecchia     | s.t.     |
| 3    | Peter Kehl          | Dromedario-Alan       | s.t.     |
| 4    | Pierino Gavazzi     | Atala-Campagnolo      | s.t.     |
| 5    | Giovanni Mantovani  | Gis Gelati-Campagnolo | s.t.     |
| 6    | Rudy Pevenage       | Del Tongo-Colnago     | s.t.     |
| 7    | Serge Demierre      | Cilo-Aufina           | s.t.     |
| 8    | Marcel Russenberger | Cilo-Aufina           | s.t.     |
| 9    | Erminio Olmati      | Dromedario-Alan       | s.t.     |
| 10   | Frits Pirard        | Metauro Mobili        | s.t.     |